# Xenia Löffler
Xenia Löffler, née en 1972 à Erlangen en Allemagne, est une hautboïste allemande.

## Carrière

### Hautboïste
Xenia Löffler naît en 1972 à Erlangen dans le land de Bavière en Allemagne,.
Elle se découvre une passion pour le hautbois baroque en 1990, en écoutant un enregistrement de Bach par John Eliot Gardiner.
Xenia Löffler commence ses études musicales au Meistersinger Konservatorium de Nuremberg, puis étudie la flûte à bec avec Conrad Steinmann et le hautbois baroque avec Katharina Arfken à la Schola Cantorum Basiliensis à Bâle en Suisse,,,. Elle suit ensuite une année d'études postuniversitaires avec Ku Ebbinge au Conservatoire royal de La Haye aux Pays-Bas,,.
En 1998, Löffler et certains de ses camarades de classe de Bâle forment l'octuor à vent Amphion (Amphion Bläseroktett), qui a enregistré neuf albums et s'est produit dans divers festivals européens,,,.
En 2000, elle est invitée par John Eliot Gardiner à jouer le premier hautbois dans le Bach Cantata Pilgrimage, un projet qui a interprété et enregistré les cantates de Bach dans des lieux associés à leurs origines,.
Depuis 2001, elle est membre et hautboïste soliste de l'Akademie für Alte Musik Berlin, l'un des meilleurs orchestres baroques d'Allemagne, avec lequel elle se produit régulièrement en soliste dans toute l'Europe et dans le monde entier,,,,.
Xenia Löffler se produit également régulièrement en soliste avec d'autres ensembles de renom, notamment la Batzdorfer Hofkapelle, le Collegium 1704 de Prague et le Händel-Festspielorchester de Halle,,,.

### Enseignement
Xenia Löffler enseigne le hautbois historique aux universités de Brême de 2004 à 2016 et de Berlin depuis 2014,,,.
Elle a donné des classes de maître (masterclasses) à l'Académie internationale Haendel de Karlsruhe, à l'Académie internationale d'été du Mozarteum de Salzbourg et à Brême.

## Distinctions
L'album The Oboe in Dresden, paru en 2019 chez Accent et regroupant des œuvres de Vivaldi, Fasch, Teleman, Platti, Hasse et Stölzel, est couronné d'un Diapason d’or en février 2020. Cet album rend hommage aux virtuoses du hautbois à la cour de Dresde sous Auguste II le Fort qui, en raison de leur virtuosité, étaient parmi les plus célèbres de leur temps.

## Discographie
Xenia Löffler a publié des disques sur les labels discographiques Accent, Supraphon, Harmonia Mundi et PentaTone Classics,, :
- 2008 : Oboe Concerti at the Dresden Court, œuvres de Johann Georg Pisendel, Johann Friedrich Fasch, Giuseppe Valentini et Johann David Heinichen par la Batzdorfer Hofkapelle avec Xenia Löffler au hautbois (Accent - ACC 24202)

- 2009 : Overtures & Concertos de Johann Pfeiffer, par la Batzdorfer Hofkapelle avec Xenia Löffler au hautbois (Accent - ACC 24218)

- 2010 : Concertos d'Antonín Reichenauer par Sergio Azzolini (basson), Xenia Löffler (hautbois) et Lenka Torgersen (violon) avec l'ensemble Collegium 1704 dir. Václav Luks (Supraphon, SU 4035-2, 2010)

- 2013 : Oboe Concertos, œuvres de Christoph Förster (attr. Graun), de Johann Baptist Georg Neruda (attr. Graun), de Johann Gottlieb Graun et de Carl Heinrich Graun, avec la Batzdorfer Hofkapelle (Accent - ACC 24280)

- 2014 : Concerto: Venice - The Golden Age, par Georg Kallweit (violon) et Xenia Löffler (hautbois), avec l'Akademie für Alte Musik Berlin (Harmonia Mundi - HMC 902185)

- 2015 : My Favourite Instrument - Concertos, Sonatas & Arias with Oboe, de Georg Friedrich Händel, avec la Batzdorfer Hofkapelle

- 2016 : Concertos de František Jiránek par Sergio Azzolini (basson), Xenia Löffler (hautbois), Jana Semerádová (flûte) et Lenka Torgersen (violon) avec l'ensemble Collegium Marianum dir. Jana Semerádová (Supraphon, SU 4208-2)

- 2017 : Sinfonias, Sonatas & Oboe Concerto de Franz Xaver Richter par le Capricornus Consort Basel avec Xenia Löffler au hautbois baroque (Christophorus - CHR 77409)

- 2017 : Sonatas ZWV 181 a 2 oboi (violino) e 2 bassi obligati de Jan Dismas Zelenka, par l'ensemble Collegium 1704 dir. Václav Luks avec Xenia Löffler et Michael Bosch au hautbois (Accent - ACC 24319)

- 2018 : Oboe Concertos and Cantatas de Jean-Sébastien Bach, par Xenia Löffler (hautbois), Anna Prohaska (soprano), avec l'ensemble Collegium 1704 dir. Václav Luks (Accent - ACC 24347)

- 2019 : The Oboe in Dresden, œuvres de Vivaldi, Fasch, Teleman, Platti, Hasse et Stölzel (Accent - ACC 24361)

- 2019 : Violin Concertos, Sinfonias, Overture, Sonatas de Jean-Sébastien Bach, par Isabelle Faust (violon) et Xenia Löffler (hautbois), avec l'Akademie für Alte Musik Berlin, dir. Bernhard Forck (Harmonia Mundi - HMM 90233536)

- 2020 : Oboe Concertos, Symphonies Wq. 180 & 181 de Carl Philipp Emanuel Bach, par Xenia Löffler (hautbois) et l'Akademie für Alte Musik Berlin (Harmonia Mundi - HMM 902601)

- 2021 : The Oboe in Berlin, œuvres de Carl Philipp Emanuel Bach, Christoph Schaffrath, Wilhelm Friedemann Bach, Carl Ludwig Matthes et Johann Gottlieb Janitsch (Accent - ACC 24377)

- 2023 : Oboe Concertos at the Court of Thurn und Taxis, œuvres de Kerzelli, Pla et von Schacht (Accent - ACC 24388)

- 2023 : Paris & Haffner Symphonies - Oboe Concerto de Mozart par Xenia Löffler (hautbois), avec l'Akademie für Alte Musik Berlin, dir. Bernhard Forck (PentaTone Classics - PTC 5187059)